# Андо, Нобору
Нобору Андо (яп. 安藤 昇, англ. Noboru Ando; 24 мая 1926, Окубо, Токио, Япония — 16 декабря 2015, там же) — японский актёр, режиссёр, продюсер, писатель, бизнесмен. Бывший бандит из группировки якудза.

## Биография
Родился в Хигаси (Окубо, Токио), был старшим из четырёх детей в семье самурайского происхождения. Окончил начальную школу в Иокогаме, продолжил обучение в Маньчжурии, где его отец работал. Несколько раз был исключён из средней школы. Был направлен в исправительную школу за кражу.
В 1943 году был направлен служить на флот. Вскоре он добровольно вступил в военную школу, где готовили камикадзе.
После окончания войны он вернулся в Токио и поступил в Университет Хосэй, продолжая одновременно и криминальную карьеру. Нобору Андо за короткое время прошёл путь от рядового якудза до босса одной из самых влиятельных банд. Создал свою собственную криминальную семью Андо-гуми, состоявшую из бывших студентов колледжа, в 1952 году. На вершине своего влияния она включала 300 членов, контролировала район Сибуя. Банде принадлежала недвижимость и ночные клубы. Андо-гуми была связана с солдатами американских военных баз и на протяжении 1950-х годов являлась организатором контрабанды и «черного рынка». Шрам, который он демонстрировал в фильмах, появился у него после драки с корейскими гангстерами на пристани Осаки. В июне 1958 года наёмный убийца по приказу Андо покушался на бизнесмена Хидэки Ёкои. Ёкои оскорбил Андо, когда тот работал на него. Андо был арестован после 35 дней, проведенных вне закона. Нобору Андо за преступный сговор с целью убийства был осужден на шесть лет.
Когда он был освобождён из тюрьмы в декабре 1964 года, то официально распустил свою семью, ссылаясь на смерть одного из его друзей. Вскоре после роспуска его банды Андо написал мемуары под названием «История человека написана на его лице». В 1965 году эта книга попала кинорежиссёру Тай Като. Будучи влиятельной фигурой студии Toho, он решил поставить по книге фильм и пригласил на главную роль её автора. Нобору Андо стал одним из самых востребованных актёров и снялся более чем в двух десятках картин студии Toho. Режиссёры Киндзи Фукасаку и Хидэо Гося приглашали Андо в свои проекты. Вершиной карьеры актёра стал фильм Гося «Злые улицы», где он сыграл бывшего босса гангстеров, который после тюрьмы пытается адаптироваться к жизни обывателя.
В 1967 году Кодзи Сюндо, продюсер студии Toei (и сам по слухам бывший якудза, сохранивший с ними тесные связи), пригласил Андо в Toei. Он появился в общей сложности в 51 фильме этой студии, включая фильмы известных режиссёров Тэруо Исии и Киндзи Фукасаку. На протяжении нескольких лет он снялся ещё в нескольких фильмах, излагающих подробно историю его самого и его банды (наиболее известный из них фильм — «Ando Noboru no Waga Tobou to Sex no Kiroku», 1976 год, сыграл в нём самого себя). В 1976 году поставил в качестве режиссёра документальный фильм «Yakuza zankoku hiroku: kataude». После 1979 года стал сниматься реже. В конце 70-х годов Нобору Андо занялся бизнесом. Продолжал консультировать съёмки фильмов о якудза. Время от времени он выступал в качестве продюсера и писал романы.
Андо возобновил карьеру актёра в 1997 году в фильме «The True Face of Shinjuku: The Story of the Shinjuku Delinquent Gangs». В 2002 году участвовал в создании фильма Такаси Миикэ «Jitsuroku Andô Noboru kyôdô-den: Rekka».

## Интересные факты
- «Играть в кино не так уж и сложно. Не секрет, что любой якудза должен быть приличным актёром. Это один из обязательных навыков для его профессии» — говорил сам Андо[5].
- Андо в фильмах всегда сохранял каменное выражение лица, маску, которая должна была показать отсутствие страха или чувственности в жизни якудза. Последователем такого образа стал в это же время знаменитый актёр Кодзи Цурута[6].

## Избранная фильмография (актёр)
- История человека написана на его лице / Otokonokao wa rirekisho. 1965/1966.
- Преступный мир Японии — бригадир / Nihon boryoku-dan — kumicho. 1969.
- Тайная информация / Tarekomi. 1969.
- Сочувствие выскочке / Sympathy For The Underdog / Bakuto gaijin butai. 1971.
- Волки / Shusso Iwai. 1971.
- Уличный головорез / Street Mobster / Gendai yakuza: hito-kiri yota. 1972.
- Злые улицы / Violent Street / Boryoku gai. 1974.
- Кладбище чести / Graveyard of Honor. 1975.
- Сибуйская повесть / Shibuya monogatari. 2005/2006.